# Lele Vianello
Raffaele Vianello (Venècia, 7 de setembre de 1951), de nom de ploma Lele Vianello, és un dibuixant de còmics, il·lustrador i humorista italià. Va treballar per a algunes de les revistes de còmic més rellevants d'Itàlia, com ara Corto Maltès, Il Grifo i Comic Art.

## Infantesa i carrera
De sempre apassionat pels còmics, ama el dibuix i estudia curosament els seus autors preferits, de què pren inspiració. El còmic italià de l'època, com ara Tex Willer, no va apel·lar-lo gaire i al final es va trobar analitzant amb més concentració i imitant l'estil dels dels Estats Units, com ara Phantom i similars.
Llicenciat en Disseny Tècnic, va establir gràcies a un amic un lligam amb el també artista Hugo Pratt, que va resultar veí seu i de qui va absorbir la tècnica i l'estil. Ell va captar les capacitats que tenia Vianello; l'impressiona el tall cinemtaogràfic que sap donar als dibuixos animats i a les làmines, si bé l'estil encara és immadur, i l'aconsella per a millorar-lo. Uns mesos després, li presenta la seva obra a Pratt, que li fa de mestre, que n'està tan satisfet que li suggereix de publicar-la i tots dos col·laboraran àrduament en endavant i fins a la mort de Pratt el 1995. A més de Pratt, sumarà com a col·lega Guido Fuga.
Aleshores l'autor es va presentar a la redacció d'Il Mago, una revista de còmics, i als anys 70 va començar a col·laborar-hi, sobretot amb historietes de ciència-ficció. Així, el 1980 va fer 170 làmines d'una historieta sobre Venècia escrita per Umberto Franzoi, director dels museus del Palau Ducal. El 1986, va dibuixar per a Corto Maltès la sèrie Il Millantatore, publicada a França en el volum Le Fanfaron, i Dick Turpin. A banda, va adaptar a Il Grifo algunes històries de Jack London. L'autor també ha publicat contes tant a Itàlia com fora, com ara el brevíssim Neve, publicat originalment a França i reimprès al seu país natal per la tot just fundada revista Talkink.
Però els seus treballs no es limiten al món del còmic: Vianello també fa dibuixos i il·lustracions que no s'hi emmarquen. Per exemple, el 1997, va publicar juntament amb Guido Fuga Corto Sconto, una guia alternativa sobre Venècia, per la qual els autors van guanyar el Premi Franco Fossati. Més endavant, l'any 2000, va col·laborar amb la revista nàutica Bolina, en què va crear el nou personatge d'en Matko.
La seva activitat artística es va perpetuar amb continuïtat fins que el 2011 va prendre part en el film L'último corsaro, en què fa de si mateix. Va ser dirigit per Piero Fontana i seleccionat per al Venice Film Meeting 2011, un festival de cinema alternatiu al Festival de Cinema de Venècia. El mateix any, va il·lustrar per al director Claudio Jankowski el cartell de l'espectacle Il convivio inspirant-se en el personatge de Don Joan.
El 2012, surt a la llum Il grande Nord, una col·lecció d'historietes ambientades als Estats Units publicada per Edizioni Segni d'Autore i amb Jack London com a màxima font d'inspiració. Amb la mateixa editorial va llançar al mercat també el 2012 Argentina, Cubana, Le Fanfaron (amb la compareixença d'un jove Corto Maltès), i el portafoli Soldatini di Carta. Va presentar aquests darrers dos llibres als Lucca Comics & Games, a més. Per a Davide Livieri va il·lustrar els llibres Immagini tra le nuvole e Gondola i Magia sull'acqua.
El 2014, va ser el vencedor dels Premis Romics d'or i en conseqüència, va fer una mostra de làmines originals i aquarel·les inèdites. D'altra banda, va assistir al Saló Internacional del Còmic de Barcelona de 1991 acompanyat del seu mestre i col·laborador afèrrim Hugo Pratt, i més recentment al Saló Internacional del Còmic de Barcelona de 2016 tot sol.
Actualment, resideix i treballa a la vila de Malamocco, al Lido de Venècia.